# I'd rather be in Philadelphia
I'd rather be in Philadelphia es el 144° episodio de la serie de televisión norteamericana Gilmore Girls.

## Resumen del episodio
Lorelai recibe una llamada donde le informan que su padre está en el hospital, y va hacia allá. Rory ya está ahí y le explica de todos los detalles de Richard. Como no sabe aún de Christopher, Lorelai lo llama pero él no responde, así que le deja mensajes, contándole lo ocurrido con Richard. Emily aparece luego y exige que le informen del estado de su esposo; Lorelai intenta calmar a su madre, pero ésta se desespera y le responde que quiere tener todo listo por si en esta ocasión sucediera lo peor. Felizmente, Richard está en buena condición y será sometido a una cirugía de by pass. En otra parte, Babette le comenta a Luke de lo ocurrido con el padre de Lorelai, así que él acude al hospital y decide apoyar a los Gilmore en lo posible, algo en lo que Logan también había estado participando. Y de paso, Rory consigue saber más del buen negocio de internet que Logan está emprendiendo. Finalmente, Christopher se aparece en el hospital y ve a Lorelai y a Luke conversando, algo que no le parece muy agradable. Luke se va luego de dejarles algo de comida a Lorelai y a su familia. Lorelai y Christopher empiezan a discutir pues ella quiere saber dónde estuvo todo este tiempo, y Emily nota que su hija y yerno tienen graves problemas.
- Datos: Q5906653